# Glypta diversipes
Glypta diversipes är en stekelart som beskrevs av Walsh 1873. Glypta diversipes ingår i släktet Glypta och familjen brokparasitsteklar. Inga underarter finns listade i Catalogue of Life.